# Minucia
Minucia är ett släkte av fjärilar som beskrevs av Moore 1856. Minucia ingår i familjen nattflyn.

## Bildgalleri

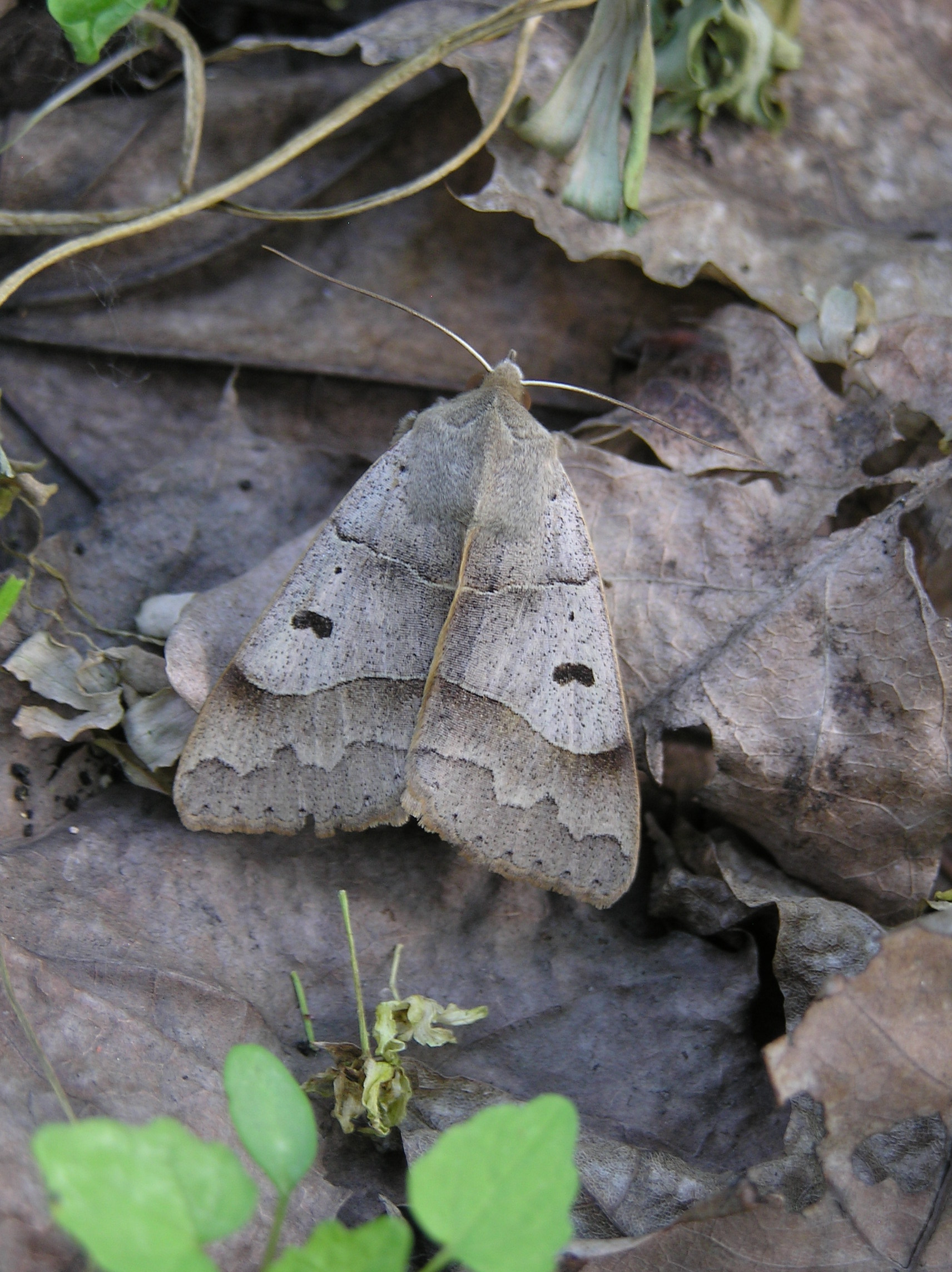
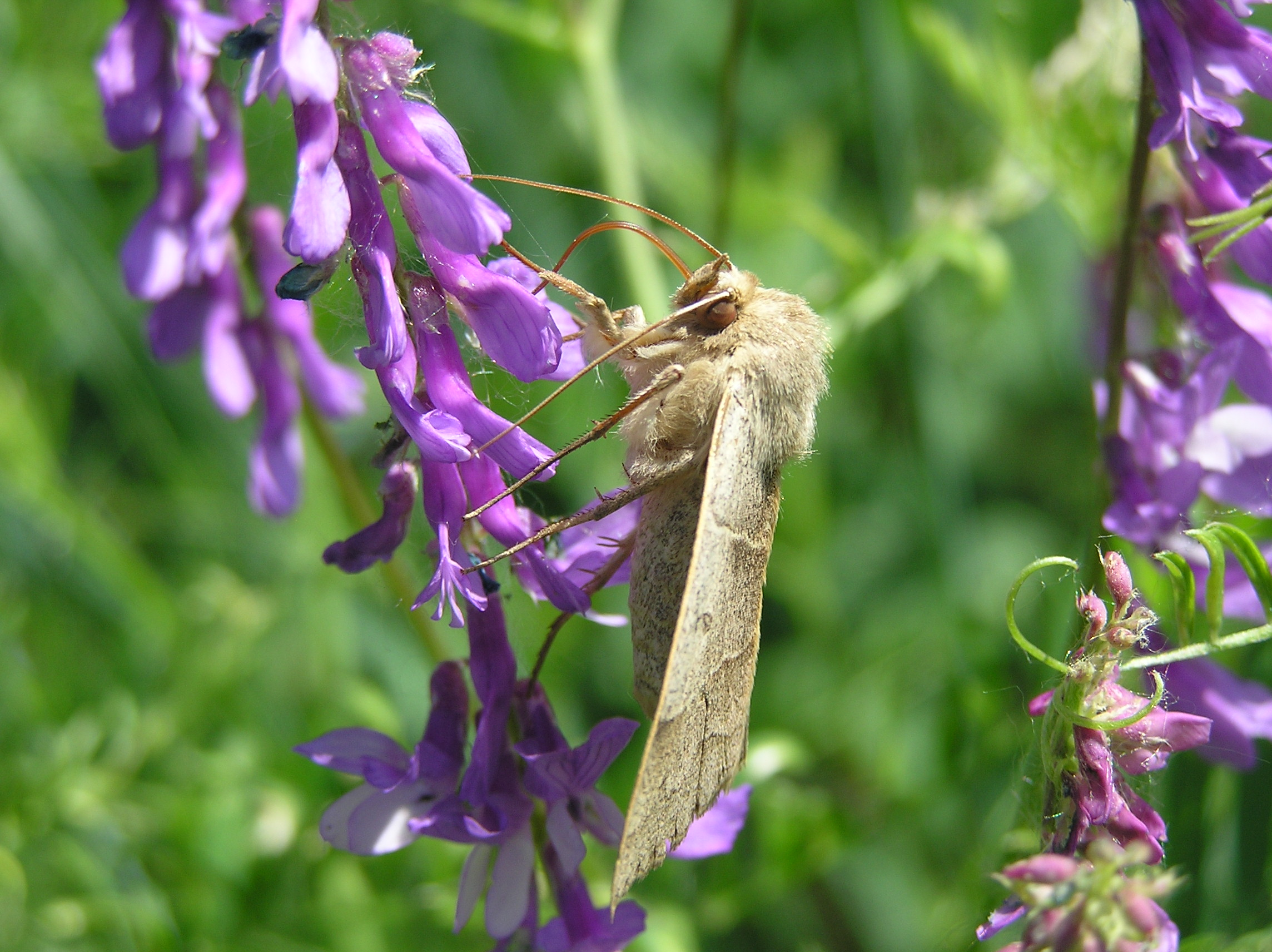
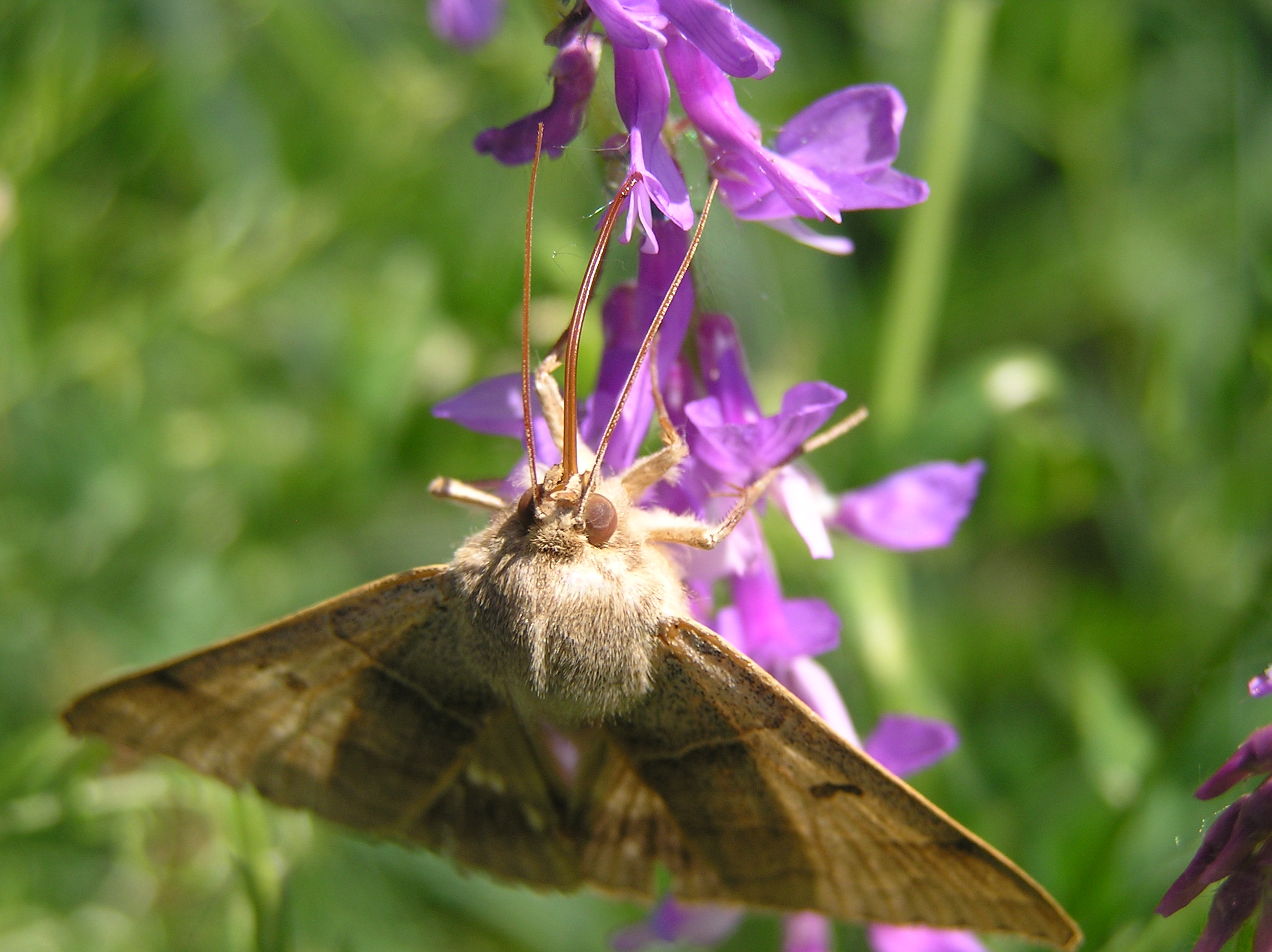
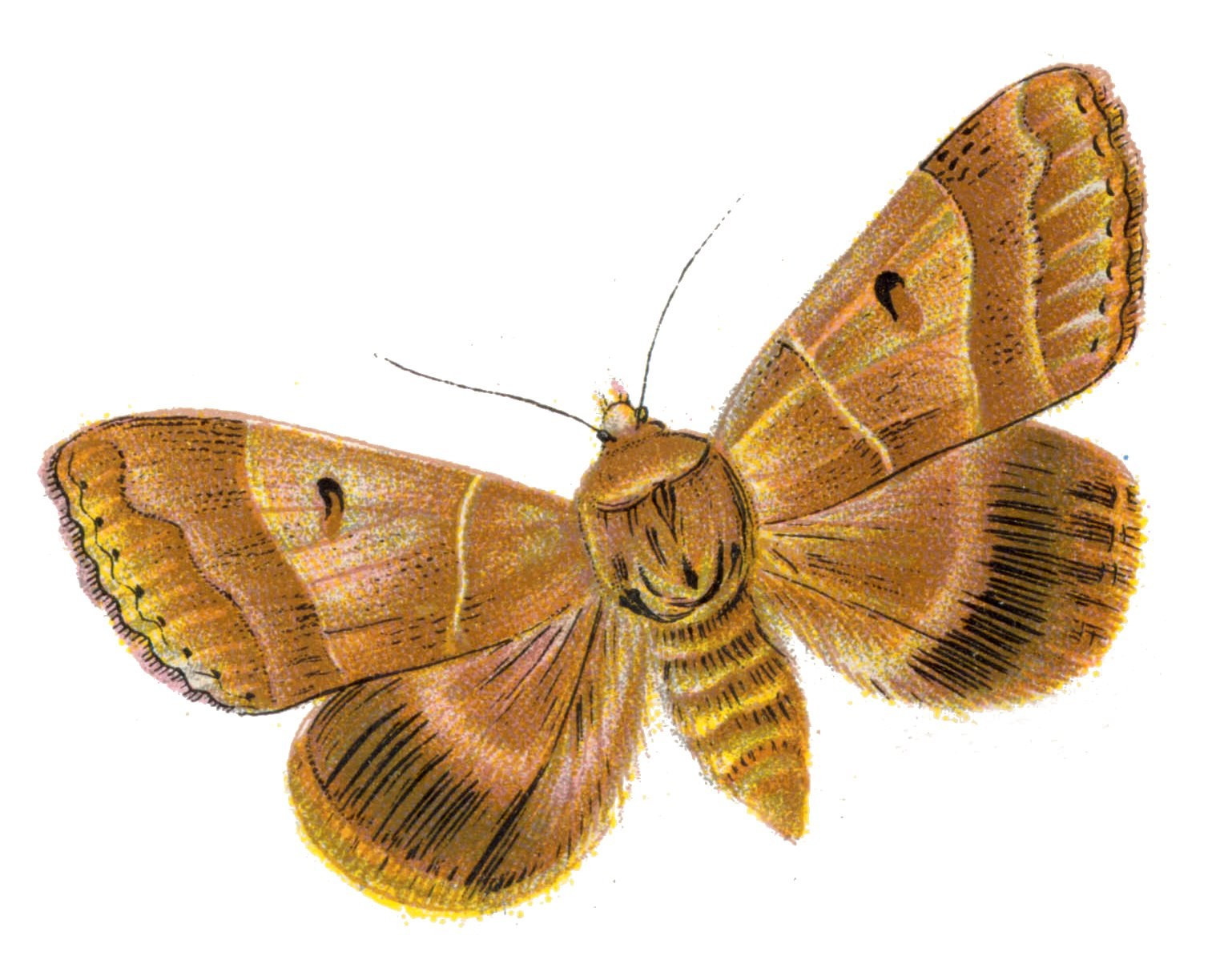
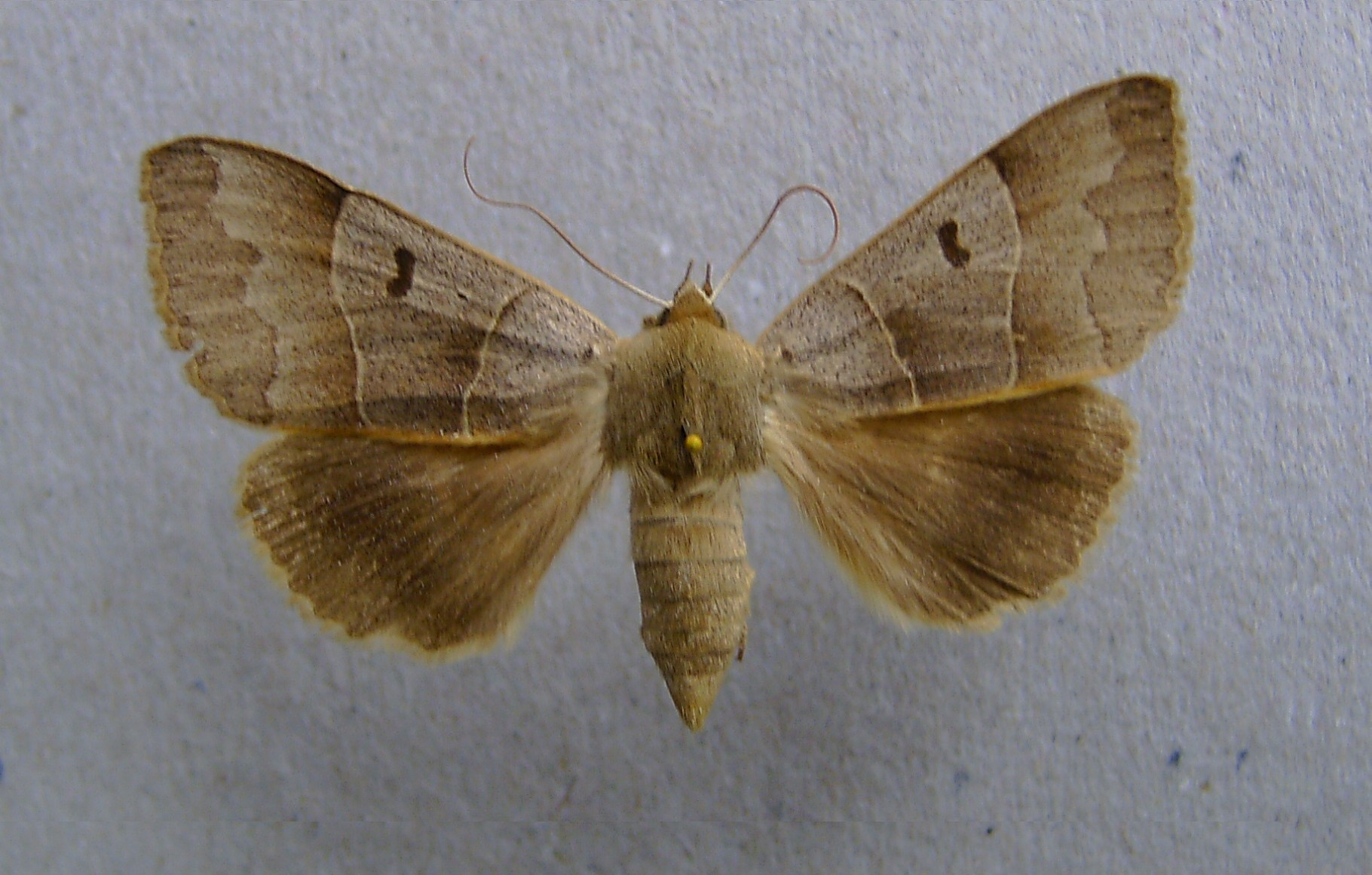
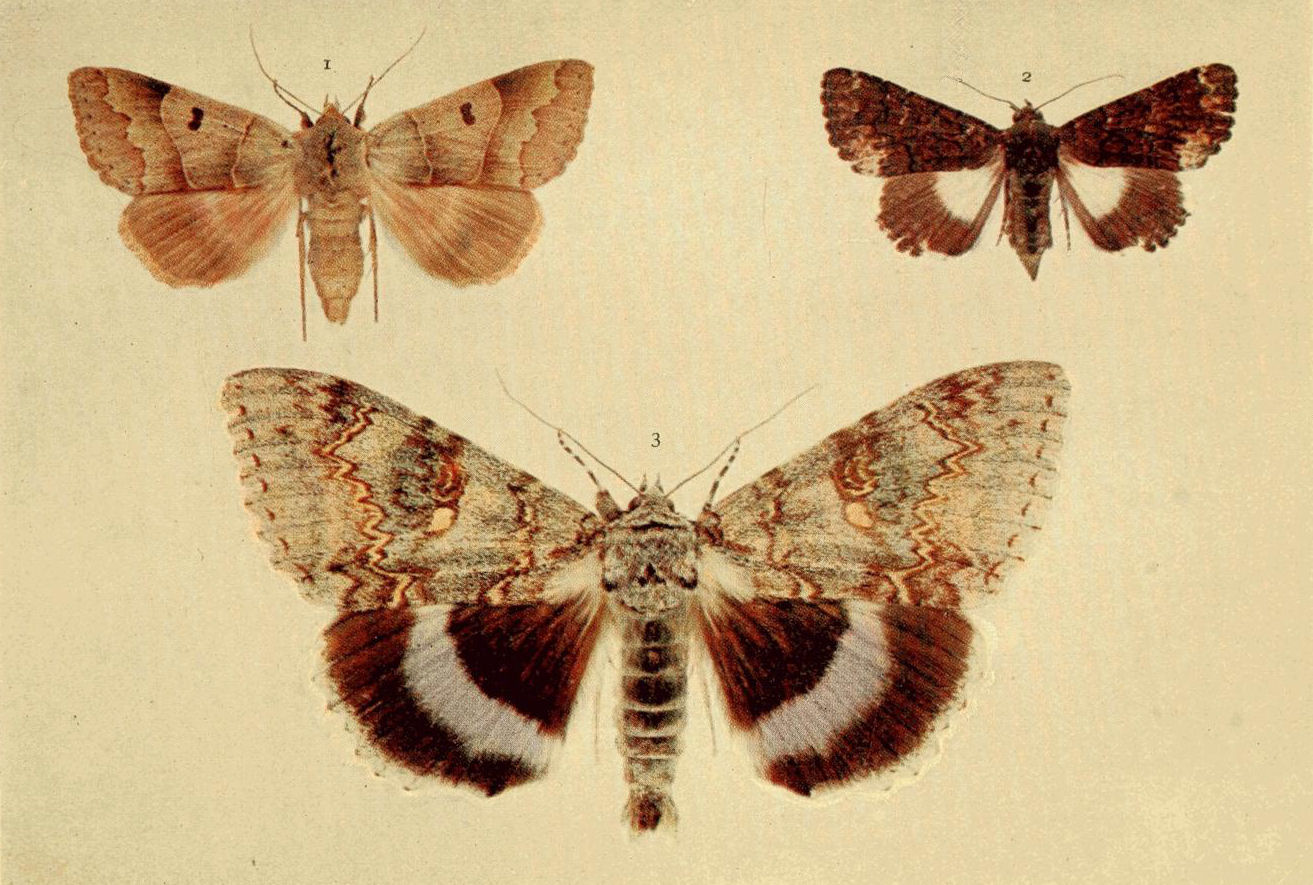

## Dottertaxa tillMinucia, i alfabetisk ordning[1][2]
- Minucia albilinea
- Minucia augur
- Minucia bimaculata
- Minucia bitincta
- Minucia brunnea
- Minucia brunneogrisea
- Minucia cantiana
- Minucia centralis
- Minucia cingulata
- Minucia clausa
- Minucia confinis
- Minucia diffusa
- Minucia finitima
- Minucia fluctuans
- Minucia fuscociliata
- Minucia fuscoirrorata
- Minucia heliothis
- Minucia inconspicua
- Minucia inoperta
- Minucia lunaris
- Minucia maculata
- Minucia marginata
- Minucia maura
- Minucia murina
- Minucia nigromarginata
- Minucia ochrea
- Minucia olivescens
- Minucia privata
- Minucia pulchrior
- Minucia radiata
- Minucia rufa
- Minucia simplex
- Minucia verecundoides
- Minucia wiscotti